# Brett Walsh
Brett Walsh est un joueur canadien de volley-ball né le 19 février 1994 à Calgary, Alberta. Il joue au poste de passeur.

## Palmarès

### Clubs
Canada West Mens Volley-ball:
- 2014, 2015
- 2013, 2016

U Sports Championship:
- 2014, 2015
- 2017
- 2016

Supercoupe de Belgique:
- 2018, 2019

Coupe de Belgique:
- 2019, 2020

Championnat de Belgique:
- 2019

Coupe de Grèce:
- 2022

### Équipe nationale
Coupe panaméricaine:
- 2016[2]

Ligue mondiale:
- 2017

Championnat d'Amérique du Nord:
- 2021
- 2017, 2019